# 罗卡福特
罗卡福特（西班牙語：Rocafort）是西班牙巴伦西亚自治区巴伦西亚省的一个市镇。总面积2平方公里，总人口5341人（2001年），人口密度2671人/平方公里。

## 友好城市
- 法國 巴亚尔格